# Shepperd Strudwick
Shepperd Strudwick (Hillsborough, 22 settembre 1907 – New York, 15 gennaio 1983) è stato un attore statunitense.

## Biografia
Shepperd Strudwick iniziò la sua carriera cinematografica come protagonista del cortometraggio Joaquin Murrieta (1938), accreditato come Sheppard Strudwick. Dall'inizio degli anni quaranta si affermò come prolifico caratterista in numerosi film di vario genere, con il nome di John Shepperd, fra i quali Chetniks (1943), in cui interpretò il ruolo del tenente Aleksa Petrovic, leader della guerriglia jugoslava e assistente del generale Draza Mihailovich (Philip Dorn). Interpretò lo scrittore Edgar Allan Poe in The Loves di Edgar Allan Poe (1942) e nel dopoguerra apparve in film quali Falchi in picchiata (1948), Sgomento (1949), Minuzzolo (1949).
Tra i suoi ruoli più significativi, da ricordare quello di Adam Stanton, il medico idealista che finisce per uccidere Willie Stark (interpretato da Broderick Crawford) nel film Tutti gli uomini del re  (1949), quello di Padre Jean Massieu in Giovanna d'Arco (1948), con Ingrid Bergman, e quello di Anthony Vickers, padre della bella ereditiera Angela (Elizabeth Taylor) nel drammatico Un posto al sole (1951).
Dalla prima metà degli anni cinquanta Strudwick iniziò ad apparire con regolarità in televisione. Tra i suoi ruoli sul piccolo schermo, quello del Dr. Charles Morris nell'episodio Il caso dell'infermiera fuggiasca della serie Perry Mason (1958), e quello di Peter Selden nell'episodio Nightmare as a Child della serie Ai confini della realtà (1960). Continuò a recitare durante tutti gli anni sessanta ma diradò progressivamente le sue apparizioni. 
Tra i suoi ultimi lavori, quello di voce narrante di Omero in una versione radiofonica dell'Odissea, trasmessa nel 1981 e vincitrice del Peabody Award, e quello di Jared nella pièce To Grandmother's House We Go, che nel 1981 andò in scena a Broadway e che gli valse una nomination al Tony Award quale miglior attore protagonista.
Sposato con Mary Jeffrey dal 1977 fino alla sua morte, ebbe un figlio da un precedente matrimonio. Morì di cancro a New York il 15 gennaio 1983, all'età di 75 anni.

## Filmografia parziale

### Cinema
- Lo strano caso del dottor Kildare (Dr. Kildare's Strange Case), regia di Harold S. Bucquet (1940)
- Ritorna se mi ami (Flight Command), regia di Frank Borzage (1940)
- La ribelle del Sud (Belle Starr), regia di Irving Cummings (1941)
- Uomini nella sua vita (The Men in Her Life), regia di Gregory Ratoff (1941)
- Echi di gioventù (Remember the Day), regia di Henry King (1941)
- Ragazze che sognano (Rings on Her Fingers), regia di Rouben Mamoulian (1942)
- I cavalieri azzurri (Ten Gentlemen from West Point), regia di Henry Hathaway (1942)
- The Loves of Edgar Allan Poe, regia di Harry Lachman (1942)
- Giovanna d'Arco (Joan of Arc), regia di Victor Fleming (1948)
- Falchi in picchiata (Fighter Squadron), regia di Raoul Walsh (1948)
- Fuga nel tempo (Enchantment), regia di Irving Reis (1948)
- Minuzzolo (The Red Pony), regia di Lewis Milestone (1949)
- Sgomento (The Reckless Moment), regia di Max Ophüls (1949)
- Ultimatum a Chicago (Chicago Deadline), regia di Lewis Allen (1949)
- Tutti gli uomini del re (All the King's Men), regia di Robert Rossen (1949)
- Bill il sanguinario (The Kid from Texas), regia di Kurt Neumann (1950)
- Torna con me (Let's Dance), regia di Norman Z. McLeod (1950)
- Un posto al sole (A Place in the Sun), regia di George Stevens (1951)
- I due forzati (Under the Gun), regia di Ted Tetzlaff (1951)
- Incantesimo (The Eddy Duchin Story), regia di George Stevens (1956)
- Foglie d'autunno (Autumn Leaves), regia di Robert Aldrich (1956)
- L'alibi era perfetto (Beyond a Reasonable Doubt), regia di Fritz Lang (1956)
- L'ora del terrore (That Night!), regia di John Newland (1957)
- Il marmittone (The Sad Sack), regia di George Marshall (1957)
- Testimone oculare (Girl on the Run), regia di Richard L. Bare (1958)
- La verità sul caso Fueman (Violent Midnight), regia di Richard Hilliard (1963)
- Igloo uno operazione Delgado (Daring Game), regia di László Benedek (1968)

### Televisione
- Wire Service – serie TV, episodio 1x06 (1956)
- Climax! – serie TV, episodi 2x30-2x44-3x38-4x21 (1956-1958)
- Indirizzo permanente (77 Sunset Strip) – serie TV, episodio 1x01 (1958)
- The Further Adventures of Ellery Queen – serie TV, episodio 1x17 (1959)
- June Allyson Show (The DuPont Show with June Allyson) – serie TV, episodio 1x28 (1960)
- Have Gun - Will Travel – serie TV, episodio 3x16 (1960)
- Ai confini della realtà (The Twilight Zone) – serie TV, episodio 1x29 (1960)
- Thriller – serie TV, episodio 1x04 (1960)
- The Nurses – serie TV, episodio 3x03 (1964)
- Mr. Broadway – serie TV, episodio 1x10 (1964)

## Doppiatori italiani
- Emilio Cigoli in Sgomento, Un posto al sole, Incantesimo, Foglie d'autunno
- Gualtiero De Angelis in La ribelle del Sud, Giovanna d'Arco, Bill il sanguinario
- Bruno Persa in Falchi in picchiata
- Stefano Sibaldi in L'alibi era perfetto